# Convocazioni all'European League maschile 2015
Elenco dei giocatori convocati per l'European League 2015.

## Austria
| N° | Nome                   | Ruolo | Data di nascita   | Squadra        |
| -- | ---------------------- | ----- | ----------------- | -------------- |
| -  | Michael Warm           | All   | 25 marzo 1968     | -              |
| 1  | Philipp Kroiss         | L     | 2 marzo 1988      | Montpellier    |
| 3  | Peter Wohlfahrtstätter | C     | 10 marzo 1989     | Aich/Dob       |
| 5  | Thomas Tröthann        | S/O   | 4 maggio 1992     | -              |
| 6  | Anton Menner           | S     | 25 luglio 1994    | Graz           |
| 7  | Lorenz Koraimann       | S     | 7 maggio 1993     | Tirol          |
| 8  | Alexander Tusch        | P     | 19 novembre 1992  | Tirol          |
| 9  | Thomas Zass            | S/O   | 27 novembre 1989  | Almería        |
| 12 | Alexander Berger       | S     | 27 settembre 1988 | Nantes         |
| 13 | Maximilian Thaller     | P     | 13 dicembre 1993  | Stade Poitevin |
| 14 | Florian Ringseis       | L     | 9 luglio 1992     | Hartberg       |
| 15 | Nicolai Grabmüller     | C     | 18 aprile 1996    | Graz           |
| 16 | Clemens Unterberger    | C     | 22 febbraio 1994  | Graz           |
| 18 | Paul Buchegger         | S/O   | 4 marzo 1996      | Bühl           |
| 20 | David Michel           | S     | 27 ottobre 1996   | Graz           |

## Bielorussia
| N° | Nome                   | Ruolo | Data di nascita   | Squadra        |
| -- | ---------------------- | ----- | ----------------- | -------------- |
| -  | Victor Sidelnikov      | All   | 15 gennaio 1963   | -              |
| 1  | Andrei Radziuk         | S     | 29 marzo 1990     | -              |
| 2  | Pavel Avdočenko        | S/O   | 13 giugno 1990    | -              |
| 3  | Viachaslau Charapovich | S/O   | 8 febbraio 1992   | -              |
| 4  | Siarhei Antanovich     | S/O   | 21 aprile 1986    | İstanbul BB    |
| 5  | Siarhei Busel          | C     | 30 maggio 1989    | -              |
| 7  | Aleh Achrem            | S     | 12 marzo 1983     | Asseco Resovia |
| 8  | Stasis Liashchynskas   | C     | 16 aprile 1991    | Budaŭnik Minsk |
| 9  | Raman Aplevich         | S     | 19 marzo 1986     | -              |
| 11 | Stanislau Zabarouski   | L     | 4 gennaio 1988    | -              |
| 12 | Artsiom Haramykin      | P     | 16 marzo 1985     | -              |
| 13 | Dzmitry Likharad       | L     | 9 maggio 1977     | Budaŭnik Minsk |
| 14 | Dzmitry Vash           | P     | 23 aprile 1988    | -              |
| 15 | Vadzim Pranko          | C     | 14 settembre 1991 | Budaŭnik Minsk |
| 17 | Maksim Marozau         | C     | 29 maggio 1989    | Budaŭnik Minsk |
| 18 | Maksim Budziukhin      | L     | 13 dicembre 1992  | -              |
| 19 | Radzivon Miskevič      | S/O   | 22 aprile 1995    | Budaŭnik Minsk |

## Croazia
| N° | Nome               | Ruolo | Data di nascita  | Squadra                  |
| -- | ------------------ | ----- | ---------------- | ------------------------ |
| -  | Igor Šimunčić      | All   | 12 dicembre 1973 | -                        |
| 1  | Tsimafei Zhukouski | P     | 18 dicembre 1989 | -                        |
| 2  | Petar Đirlić       | C     | 27 maggio 1997   | -                        |
| 3  | Danijel Galić      | S     | 14 aprile 1987   | Teruel                   |
| 6  | Ivan Raič          | S/O   | 3 giugno 1989    | Tours                    |
| 8  | Sven Šarčević      | L     | 6 dicembre 1990  | -                        |
| 9  | Marko Sedlaček     | S     | 29 luglio 1996   | Rennes                   |
| 10 | Ivan Ćosić         | C     | 21 febbraio 1984 | -                        |
| 11 | Toni Kovačević     | S     | 15 gennaio 1983  | Al-Nasr                  |
| 12 | Fran Peterlin      | S     | 15 agosto 1993   | -                        |
| 13 | Hrvoje Zelenika    | C     | 2 febbraio 1992  | -                        |
| 14 | Filip Šestan       | S     | 6 giugno 1995    | -                        |
| 15 | Leo Andrić         | S/O   | 20 luglio 1994   | Ethnikos Alexandroupolīs |
| 16 | Mario Močić        | P     | 31 ottobre 1992  | -                        |
| 17 | Ivan Mihalj        | C     | 23 novembre 1990 | Ethnikos Alexandroupolīs |

## Danimarca
| N° | Nome             | Ruolo | Data di nascita   | Squadra    |
| -- | ---------------- | ----- | ----------------- | ---------- |
| -  | Mikael Trolle    | All   | 16 giugno 1959    | -          |
| 1  | Peter Jensen     | S     | 17 marzo 1990     | Marienlyst |
| 2  | Kristian Knudse  | S     | 1º agosto 1979    | -          |
| 3  | Simon Bitsch     | S     | 22 dicembre 1990  | Middelfart |
| 5  | Simon Gade       | C     | 6 settembre 1991  | Gentofte   |
| 6  | Aske Sorensen    | C     | 20 aprile 1993    | Gentofte   |
| 7  | Daniel Thomsen   | C     | 4 aprile 1985     | Marienlyst |
| 8  | Axel Jacobsen    | P     | 10 luglio 1984    | Bolívar    |
| 10 | Mads Møllgaard   | S     | 7 maggio 1995     | Gentofte   |
| 11 | Ibrahim Alievski | L     | 13 agosto 1988    | Gentofte   |
| 15 | Peter Bonnesen   | S/O   | 16 marzo 1993     | Gentofte   |
| 16 | Steen Sørensen   | S     | 14 settembre 1988 | Conflans   |
| 17 | Rasmus Nielsen   | S     | 22 maggio 1994    | Middelfart |
| 18 | Rune Huss        | C     | 18 maggio 1989    | Marienlyst |
| 22 | Casper Olesen    | P     | 15 marzo 1991     | -          |
| 24 | Simon Andersen   | C     | 20 aprile 1997    | Middelfart |

## Estonia
| N° | Nome           | Ruolo | Data di nascita   | Squadra           |
| -- | -------------- | ----- | ----------------- | ----------------- |
| -  | Gheorghe Crețu | All   | 8 agosto 1968     | -                 |
| 1  | Henri Treial   | C     | 28 maggio 1992    | Duo               |
| 3  | Keith Pupart   | S     | 19 marzo 1985     | Arago de Sète     |
| 4  | Ardo Kreek     | C     | 7 agosto 1986     | Paris             |
| 5  | Kert Toobal    | P     | 3 giugno 1979     | İnegöl            |
| 6  | Martti Juhkami | S     | 6 giugno 1988     | Tirol             |
| 7  | Renee Teppan   | S/O   | 26 settembre 1993 | Città di Castello |
| 8  | Kusti Nölvak   | P     | 6 novembre 1991   | TalTech           |
| 9  | Robert Täht    | S     | 15 agosto 1993    | Duo               |
| 10 | Denis Losnikov | S     | 25 febbraio 1994  | Audentese         |
| 11 | Oliver Venno   | S/O   | 23 maggio 1990    | Tirol             |
| 12 | Mart Tiisaar   | S/O   | 5 novembre 1991   | LEKA              |
| 13 | Andres Toobal  | P     | 27 agosto 1988    | Audentese         |
| 14 | Rait Rikberg   | L     | 30 agosto 1982    | Duo               |
| 16 | Madis Pärtel   | L     | 1º novembre 1985  | TalTech           |
| 17 | Timo Tammemaa  | C     | 18 novembre 1991  | Pärnu             |
| 18 | Rauno Tamme    | S     | 7 aprile 1992     | Rakvere           |
| 19 | Andri Aganits  | C     | 7 settembre 1993  | Città di Castello |

## Grecia
| N° | Nome                      | Ruolo | Data di nascita   | Squadra                  |
| -- | ------------------------- | ----- | ----------------- | ------------------------ |
| -  | Sotirios Drikos           | All   | 4 ottobre 1968    | -                        |
| 3  | Apostolos Armenakīs       | O     | 19 luglio 1980    | Alessano                 |
| 4  | Giōrgos Petreas           | C     | 19 novembre 1986  | Gazélec Ajaccio          |
| 5  | Dmytro Filippov           | P     | 4 dicembre 1990   | Jastrzębski Węgiel       |
| 6  | Athanasios Maroulīs       | P     | 9 luglio 1988     | Olympiakos               |
| 9  | Menelaos Kokkinakīs       | S     | 21 gennaio 1993   | Olympiakos               |
| 10 | Athanasios Prōtopsaltīs   | S     | 12 settembre 1993 | Panathīnaïkos            |
| 11 | Giōrgos Tzioumakas        | O     | 23 gennaio 1995   | Sir Safety Perugia       |
| 13 | Iōannīs Takouridis        | C     | 24 maggio 1988    | Olympiakos               |
| 14 | Panagiōtīs Pelekoudas     | C     | 8 novembre 1989   | Olympiakos               |
| 15 | Rafaīl Koumentakīs        | S     | 5 maggio 1993     | Porto Robur Costa        |
| 16 | Andreas Fragkos           | S     | 21 dicembre 1989  | Matin Varamin            |
| 17 | Anestīs Dalakouras        | S     | 18 giugno 1993    | Ethnikos Alexandroupolīs |
| 18 | Dīmītrīs Gkaras           | L     | 12 novembre 1985  | PAOK                     |
| 19 | Nikolaos Palentzas        | O     | 6 aprile 1991     | Īraklīs Salonicco        |
| 20 | Kōnstantinos Tampouratzīs | L     | 3 settembre 1983  | Kīfisia                  |

## Israele
| N° | Nome                   | Ruolo | Data di nascita  | Squadra            |
| -- | ---------------------- | ----- | ---------------- | ------------------ |
| -  | Avital Selinger        | All   | 10 marzo 1959    | -                  |
| 1  | Alexander Osokin       | C     | 7 novembre 1989  | Hapoël Mateh Asher |
| 2  | Ariel Katzenelson      | P     | 9 settembre 1993 | Hapoël Mateh Asher |
| 3  | Tamir Hershko          | S/O   | 19 luglio 1993   | UC Irvine          |
| 5  | Omri Shwartz           | L     | 19 ottobre 1987  | Maccabi Tel Aviv   |
| 6  | Viacheslav Batchkala   | C     | 27 luglio 1994   | Hapoël Mateh Asher |
| 7  | Iliya Goldrin          | S     | 28 aprile 1995   | -                  |
| 8  | Ziv Gutman             | S/O   | 18 luglio 1988   | -                  |
| 9  | Ziv Bar Netzer         | P     | 28 febbraio 1986 | -                  |
| 10 | Keinan Kopech          | S/O   | 28 dicembre 1990 | Maccabi Tel Aviv   |
| 11 | Lior Louk              | S/O   | 29 aprile 1991   | -                  |
| 12 | Amir Vinarsky          | S     | 27 gennaio 1993  | -                  |
| 14 | Guy Ben Gal            | S/O   | 20 luglio 1979   | Maccabi Tel Aviv   |
| 15 | Yuval Finkelstein      | L     | 25 gennaio 1995  | -                  |
| 17 | Alexander Shafranovich | S     | 2 aprile 1983    | -                  |
| 18 | Genadi Sokolov         | C     | 14 maggio 1992   | Maccabi Tel Aviv   |

## Macedonia del Nord
| N° | Nome               | Ruolo | Data di nascita   | Squadra               |
| -- | ------------------ | ----- | ----------------- | --------------------- |
| -  | Žarko Ristoski     | All   | 25 luglio 1975    | -                     |
| 1  | Darko Angelovski   | L     | 4 febbraio 1994   | -                     |
| 2  | Ǵorǵi Ǵorǵiev      | P     | 22 maggio 1992    | Marek Junion-Ivkoni   |
| 3  | Gjoko Josifov      | C     | 6 marzo 1985      | Cannes                |
| 4  | Nikola Ǵorǵiev     | S/O   | 23 luglio 1988    | Paris                 |
| 5  | Vlado Milev        | S     | 9 maggio 1987     | Universitatea Craiova |
| 6  | Filip Despotovski  | P     | 2 luglio 1987     | -                     |
| 8  | Aleksandar Ljaftov | S     | 15 agosto 1990    | -                     |
| 9  | Jovica Simovski    | S/O   | 17 novembre 1982  | Gazélec Ajaccio       |
| 10 | Risto Klopcheski   | C     | 19 maggio 1993    | -                     |
| 11 | Filip Madžunkov    | C     | 18 marzo 1996     | -                     |
| 15 | Vuk Karanovikj     | S     | 18 dicembre 1987  | -                     |
| 17 | Zoran Gjorgjevski  | C     | 20 marzo 1981     | -                     |
| 18 | Vase Mihailov      | L     | 15 settembre 1986 | -                     |

## Polonia
| N° | Nome                 | Ruolo | Data di nascita   | Squadra                  |
| -- | -------------------- | ----- | ----------------- | ------------------------ |
| -  | Andrzej Kowal        | All   | 27 febbraio 1971  | Asseco Resovia           |
| 1  | Dawid Dryja          | C     | 21 luglio 1989    | Asseco Resovia           |
| 2  | Jan Nowakowski       | C     | 17 maggio 1994    | Łuczniczka Bydgoszcz     |
| 3  | Michał Kędzierski    | P     | 9 agosto 1994     | Czarni Radom             |
| 5  | Wojciech Ferens      | S     | 5 aprile 1991     | Bielsko-Bialskie         |
| 7  | Wojciech Włodarczyk  | S     | 28 ottobre 1990   | Skra Bełchatów           |
| 8  | Bartłomiej Bołądź    | S/O   | 28 settembre 1994 | Czarni Radom             |
| 9  | Adam Kowalski        | L     | 16 settembre 1994 | Czarni Radom             |
| 10 | Szymon Romać         | S/O   | 1º ottobre 1992   | Cuprum Lubin             |
| 11 | Aleksander Śliwka    | S     | 24 maggio 1995    | AZS Politecnica Varsavia |
| 13 | Adrian Buchowski     | S     | 30 settembre 1991 | Effector Kielce          |
| 14 | Grzegorz Pająk       | P     | 1º gennaio 1987   | Effector Kielce          |
| 16 | Bartłomiej Grzechnik | C     | 8 febbraio 1993   | Czarni Radom             |
| 18 | Damian Wojtaszek     | L     | 7 settembre 1988  | Jastrzębski Węgiel       |
| 20 | Michał Filip         | S     | 31 agosto 1994    | AZS Politecnica Varsavia |
| 22 | Bartosz Bednorz      | S     | 25 luglio 1994    | AZS Olsztyn              |
| 23 | Mariusz Marcyniak    | C     | 5 marzo 1992      | AZS Częstochowa          |

## Romania
| N° | Nome                | Ruolo | Data di nascita  | Squadra               |
| -- | ------------------- | ----- | ---------------- | --------------------- |
| -  | Dănuț Pascu         | All   | 8 maggio 1964    | Universitatea Craiova |
| 1  | Nicolae Ghionea     | C     | 17 marzo 1988    | Universitatea Craiova |
| 2  | Marius Dascalu      | P     | 17 agosto 1983   | Unirea Dej            |
| 3  | Florin Bălhăceanu   | S     | 17 agosto 1981   | Maxéville Nancy       |
| 4  | Răzvan Olteanu      | C     | 20 aprile 1991   | Zalău                 |
| 5  | Gabriel Cherbeleață | S/O   | 4 maggio 1991    | Zalău                 |
| 6  | Mihai Mărieş        | L     | 21 marzo 1988    | Universitatea Craiova |
| 7  | Bogdan Ene          | S     | 22 marzo 1986    | Universitatea Craiova |
| 8  | Mihai Gheorghiţă    | C     | 3 luglio 1985    | Zalău                 |
| 9  | Marian Bala         | S     | 12 marzo 1990    | Zalău                 |
| 10 | Cristian Bartha     | P     | 29 novembre 1985 | Arcada Galați         |
| 11 | Laurențiu Lică      | S/O   | 11 febbraio 1980 | Universitatea Craiova |
| 12 | Dan Borota          | S     | 9 luglio 1984    | -                     |
| 13 | Andrei Spînu        | C     | 24 gennaio 1987  | Tomis Costanza        |
| 14 | Adrian Gontariu     | S/O   | 14 maggio 1984   | Friedrichshafen       |
| 15 | Andrei Georgescu    | P     | 22 marzo 1991    | Zalău                 |
| 17 | Vlad Kantor         | L     | 3 maggio 1995    | Unirea Dej            |
| 18 | Andrei Laza         | C     | 15 febbraio 1988 | Tomis Costanza        |

## Slovenia
| N° | Nome             | Ruolo | Data di nascita   | Squadra            |
| -- | ---------------- | ----- | ----------------- | ------------------ |
| -  | Andrea Giani     | All   | 22 aprile 1970    | BluVolley Verona   |
| 2  | Alen Pajenk      | C     | 23 aprile 1986    | Jastrzębski Węgiel |
| 5  | Alen Šket        | S/O   | 28 marzo 1988     | Molfetta           |
| 6  | Mitja Gasparini  | S/O   | 26 giugno 1984    | BluVolley Verona   |
| 7  | Klemen Hribar    | L     | 17 luglio 1990    | Kamnik             |
| 9  | Dejan Vinčić     | P     | 15 settembre 1989 | Narbonne           |
| 10 | Jan Kozamernik   | C     | 24 dicembre 1995  | ACH Volley         |
| 11 | Danijel Koncilja | C     | 4 settembre 1990  | Aich/Dob           |
| 12 | Jan Klobučar     | S     | 11 dicembre 1992  | ACH Volley         |
| 13 | Jani Kovačič     | L     | 14 giugno 1992    | Aich/Dob           |
| 14 | Jan Pokersnik    | S     | 15 dicembre 1989  | Beauvais           |
| 16 | Gregor Ropret    | P     | 1º marzo 1989     | Tirol              |
| 17 | Tine Urnaut      | S/O   | 3 settembre 1988  | Top Volley Latina  |
| 18 | Klemen Čebulj    | S     | 21 febbraio 1992  | Porto Robur Costa  |
| 19 | Tonček Štern     | S/O   | 14 novembre 1995  | Kamnik             |
| 20 | Uroš Pavlović    | C     | 30 marzo 1992     | Pomurje Deset      |

## Turchia
| N° | Nome            | Ruolo | Data di nascita   | Squadra        |
| -- | --------------- | ----- | ----------------- | -------------- |
| -  | Emanuele Zanini | All   | 15 aprile 1965    | -              |
| 1  | Caner Pekşen    | P     | 9 giugno 1987     | İstanbul BB    |
| 4  | Caner Dengin    | L     | 15 dicembre 1987  | Şahinbey       |
| 5  | Burak Güngör    | S     | 28 aprile 1993    | Ziraat Bankası |
| 7  | Emre Savaş      | C     | 7 marzo 1995      | Ziraat Bankası |
| 10 | Gökhan Gökgöz   | S     | 6 gennaio 1993    | Arkas          |
| 11 | İbrahim Emet    | C     | 15 febbraio 1986  | Galatasaray    |
| 12 | İzzet Ünver     | S     | 1º gennaio 1992   | Fenerbahçe     |
| 13 | Yasin Aydın     | S     | 11 luglio 1995    | Galatasaray    |
| 14 | Faik Güneş      | C     | 27 maggio 1993    | Halkbank       |
| 15 | Metin Toy       | S/O   | 3 giugno 1994     | Fenerbahçe     |
| 16 | Murat Yenipazar | P     | 1º gennaio 1993   | İstanbul BB    |
| 18 | Halil Yücel     | S     | 24 novembre 1989  | Arkas          |
| 20 | Uğur Güneş      | C     | 11 agosto 1993    | Fenerbahçe     |
| 21 | Ufuk Minici     | S/O   | 20 gennaio 1991   | Arkas          |
| 22 | Mustafa Koç     | C     | 23 febbraio 1992  | Arkas          |
| 25 | Salih Özdemir   | L     | 10 settembre 1993 | İstanbul BB    |